# Merindad de Bureba
La merindad de Bureba fue una división administrativa de la provincia española de Burgos.

## Historia
La merindad, que formaba parte de la provincia de Burgos, estaba compuesta por siete cuadrillas, a saber: Caderechas, Cameno, La Vid, Prádano, Quintanilla San García, Rojas y Santa María de Ribarredonda. Aparece descrita en el cuarto volumen del Diccionario geográfico-estadístico-histórico de España y sus posesiones de Ultramar de Pascual Madoz con las siguientes palabras:

BUREBA: ant. part. y merid. en la prov. de Burgos; dividida la última en 7 cuadrillas que se llaman la de Caderechas, la de Cameno, la Vid, Pradano, Quintanilla San Garcia, Rojas y Sta. María de Ribaredonda, cuyo número de pueblos de que se componian se verán en sus respectivos art.
(Madoz, 1846, p. 501)